# Gustav von Metzsch
Karl Heinrich Gustav von Metzsch, seit 1899 von Metzsch-Reichenbach (* 4. März 1835 in Friesen; † 26. Februar 1900 in Dresden) war ein königlich-sächsischer Kammerherr, Oberzeremonienmeister, Wirklicher Geheimer Rat und Landtagsabgeordneter.

## Leben und Wirken
Metzsch stammte aus einem alten vogtländisch-thüringischen Adelsgeschlecht. Sein Vater war Karl von Metzsch (1804–1880), Kammerherr und Oberhofmundschenk am königlichen Hof in Dresden, sein ein Jahr jüngerer Bruder Georg von Metzsch-Reichenbach (1836–1927) Minister und später Vorsitzender des Gesamtministeriums der sächsischen Regierung.
Er studierte an der Universität Leipzig und wurde 1856 im Corps Misnia Leipzig aktiv.
Neben seinen Hofaufgaben war Metzsch als Bevollmächtigter der fünf Schönburgischen Rezessherrschaften Mitglied des Landtags des Königreichs Sachsen in den Jahren 1887/88, 1889/90 sowie während des dazwischen liegenden Außerordentlichen Landtags von 1889. Als Rittergutsbesitzer auf Reichenbach und Friesen zu Oberlößnitz war er bis 1900 als auf Lebenszeit gewählter Abgeordneter der Rittergutsbesitzer verantwortlich für den Vogtländischen Kreis.
Die beiden Brüder Gustav und Georg erhielten am 29. Dezember 1899 in Dresden die königliche Genehmigung zur Führung des Namens von Metzsch-Reichenbach und Aufnahme des Wappens der Stadt Reichenbach in das Geschlechtswappen.
Metzsch heiratete 1863 Emily Louisa Göschen (1841–1926), eine Schwester der britischen Politiker George Joachim Goschen, 1. Viscount Goschen und Edward Goschen aus der Oberlößnitzer Kaufmannsfamilie Göschen. Er wurde einer der Vorbesitzer der Villa Göschen der Familie seiner Ehefrau. Beider Sohn Georg (1864–1931) konvertierte und eröffnete damit einen katholischen Zweig der Familie. Er wurde Kammerherr und Oberhofmarschall, einer seiner Abkömmlinge war der Bankier Alexander von Metzsch-Reichenbach (1892–1960).

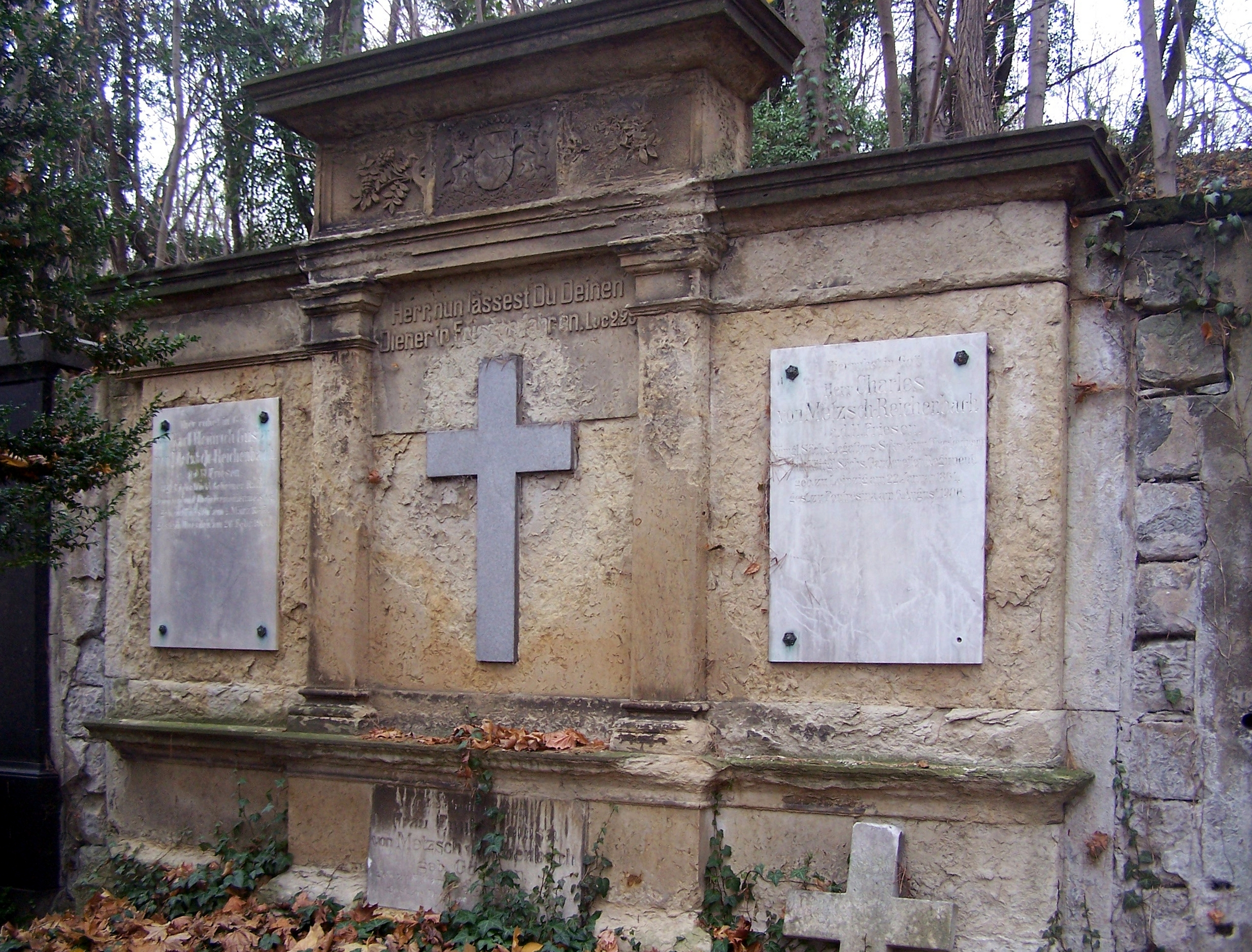
Grabmal auf dem St.-Pauli-Friedhof: Links die Namensplatte von Vater Gustav, rechts Sohn Charles, in der Mitte unten Mutter Emily Louisa

Gustav von Metzsch-Reichenbach wurde auf dem St.-Pauli-Friedhof in Dresden beerdigt, ebenso wie Ehefrau Emily Louisa. In deren Grabstätte liegt auch der Sohn Charles von Metzsch-Reichenbach (* 22. Januar 1864 in Leipzig; † 6. August 1908 in Pontresina), königlich-sächsischer Legations-Sekretär und Oberleutnant d.R. im königlich-sächsischen Garde-Reiter-Regiment.